# Asus
ASUSTeK Computer Inc. (華碩電腦股份有限公司S) è un'azienda con sede a Taipei, Taiwan, che produce schede madri, schede video, lettori ottici, computer palmari, portatili, telefonini, smartphone, computer, accessori per il networking, come modem/router e accessori per computer.

## Storia
Fu fondata nel 1989 da TH Tung, Ted Hsu, Wayne Hsieh e MT Liao; nel 1994 si unì anche Then Jonney Shih.
Il nome ASUS ha origine da Pegasus, il cavallo alato della mitologia greca come simbolo di successo; il nome è anche un gioco di parole inglese, poiché può anche essere letto come la combinazione dei termini "AS" e "US", che letteralmente si traduce "come noi", ma potrebbe anche voler dire "as US", ossia "Come gli Stati Uniti", in riferimento al fatto che la compagnia non è statunitense.
Nel 2002 nasce ASRock, come spin-off di ASUS.
Da settembre del 2003 debutta nel mercato della telefonia mobile. A dicembre 2005 entra nel mercato dei televisori a cristalli liquidi con il modello TLW32001. Nel 2006 annuncia di essere uno dei produttori del nuovo prodotto tecnologico Microsoft Origami e produce il suo primo UMPC: R2H, con GPS integrato e lettore biometrico. Nel 2007 presenta l'ASUS Eee PC (un subnotebook a basso costo) e nel 2009 l'Eee Phone, un telefono multimediale che utilizza il sistema operativo Android.
Nell'ottobre del 2007 fu accusata di aver utilizzato, modificandolo, del software libero concesso sotto licenza GPL, ma senza pubblicare i sorgenti con le modifiche apportate, violando in questo modo i termini della licenza. Pochi giorni dopo la società ha ammesso la violazione della licenza, ha pubblicato i sorgenti incriminati e ha dichiarato di aver commesso la violazione in buona fede chiedendo il sostegno della comunità di sviluppatori GNU/Linux per individuare altre eventuali violazioni della licenza.

## Linee di prodotti

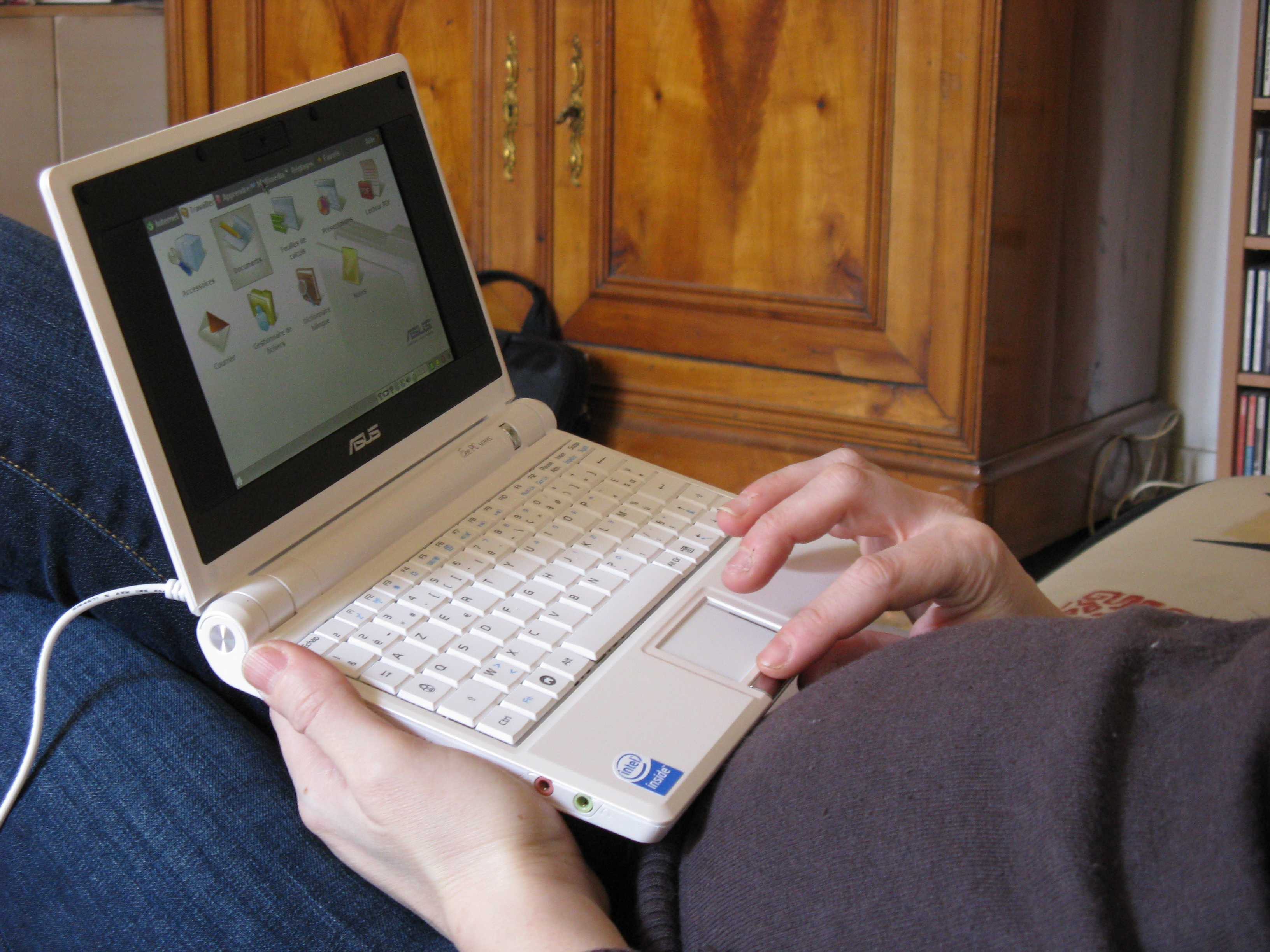
ASUS Eee PC

ASUS produce varie tipologie di prodotti informatici distribuiti a livello mondiale: PC desktop, PC notebook, PC all-in-one, PC barebone, mainboards, tablet, schede video, monitor LCD, smartphone, PadFone e una serie nutrita di accessori tecnologici.

### Smartphone

#### ZenFone
Linea di smartphone basati su Android personalizzato con l'interfaccia ZenUI, iniziata nel 2014.

#### ROG Phone
Linea di smartphone Android da gaming, iniziata nel 2018.

#### PadFone
Linea di prodotti ibridi (smartphone integrato in un tablet): il lancio del primo PadFone è avvenuto nel novembre 2011.

### Tablet

#### ZenPad
Linea di tablet da 7 a 10 pollici.

### Computer

#### 2-in-1
- Transformer Book

#### Portatili
- Chromebooks
- VivoBook
- EeeBook
- ZenBook
- Republic of Gamers (ROG)
- N Series
- K Series
- X Series
- E Series
- Q Series
- B Series
- V Series
- F Series
- A Series

##### Tower PC
- VivoPC
- ROG series
- Gaming series

##### Mini PC
- VivoMini
- Tinker Board

##### Dispositivi Chrome
- Chromebox
- Chromebit

##### All-in-One
- Zen AiO
- Vivo AiO
- Portable AiO

### Eee
Questa linea inizialmente comprendeva solo l'Eee PC, ma viene poi ampliata con l'EeeBox PC, un nettop compatto, l'Eee Top, un computer all-in-one touchscreen, l'Eee Stick, un controller wireless plug-and-play per piattaforme PC che trasporta i movimenti fisici della mano dell'utente sul desktop, e l'ASUS Eee Pad Transformer, un tablet computer con Android 3.0.
- EeeBox PC
- Eee Top
- Eee Stick
- Eee Pad Transformer
- Eee Pad Transformer Prime

### Essentio

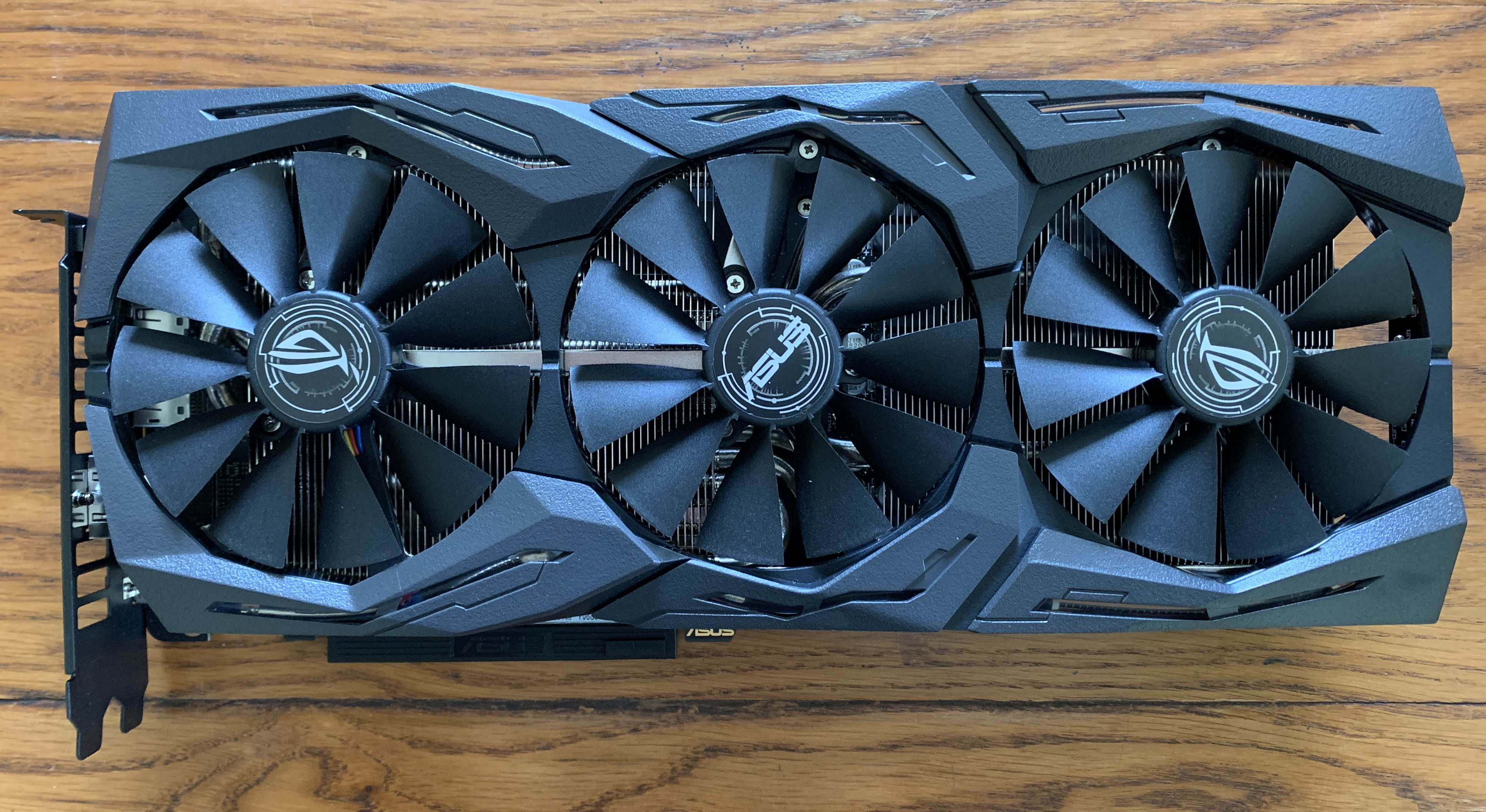
ASUS GeForce RTX 2070 ROG STRIX Advanced - 8GB GDDR6 1632

Linea di PC desktop.

### Republic of Gamers (ROG)
ASUS Republic of Gamers (ROG), brand costituito nel 2006 dedicato allo sviluppo dell'hardware più recente specifico per i videogiochi.

## Posizione nel mercato
Nel 2011 ASUS ha raggiunto il quarto posto in termini di numero di personal computer venduti ed ha ottenuto complessivamente 3.886 riconoscimenti per i propri prodotti e generato ricavi per 11,9 miliardi di dollari americani.
Produttori di personal computer (in ordine di vendite):
- ASUS
- HP
- Acer
- Dell
- Toshiba

## Galleria d'immagini

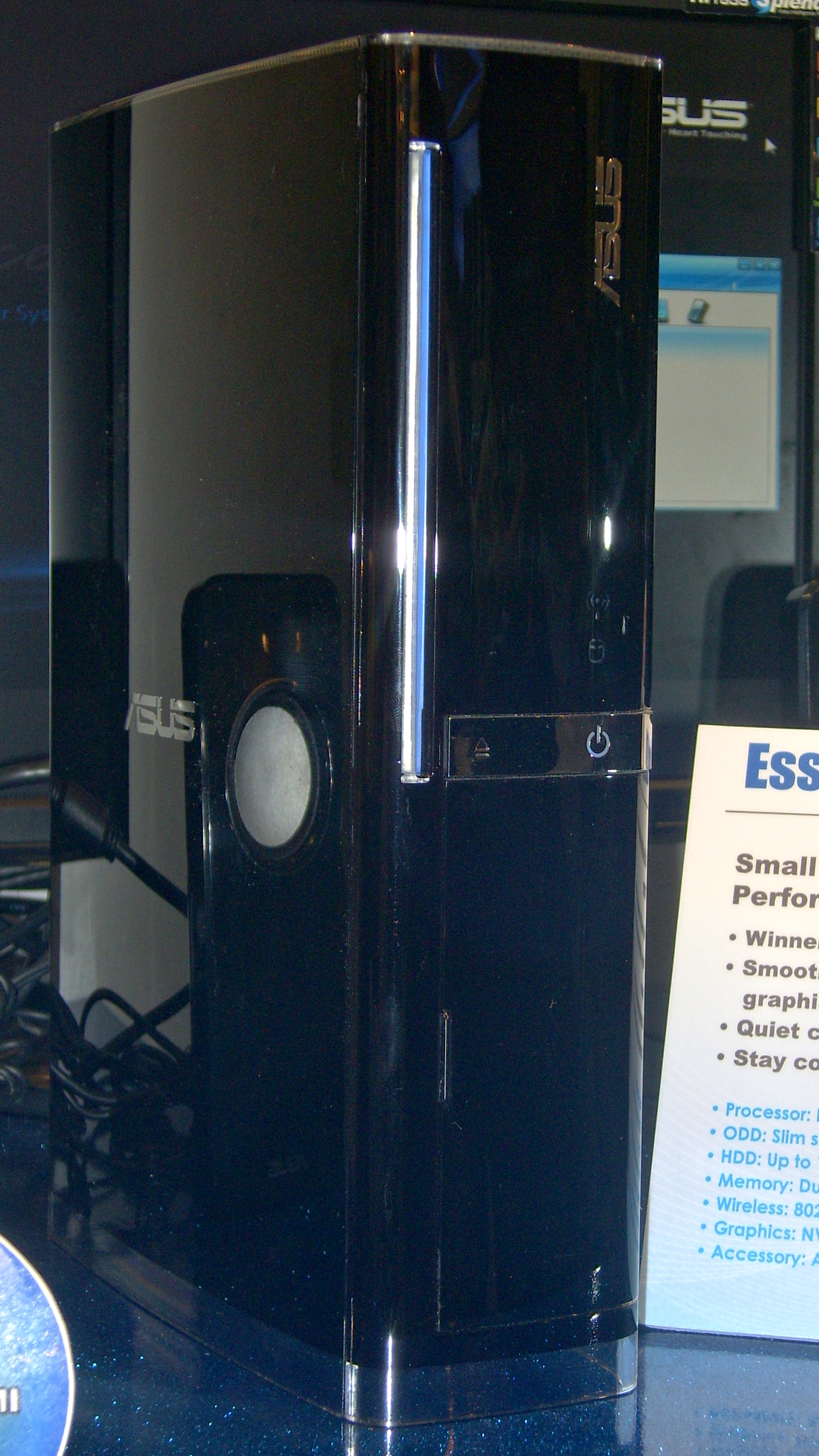
ASUS Essentio CS-5110
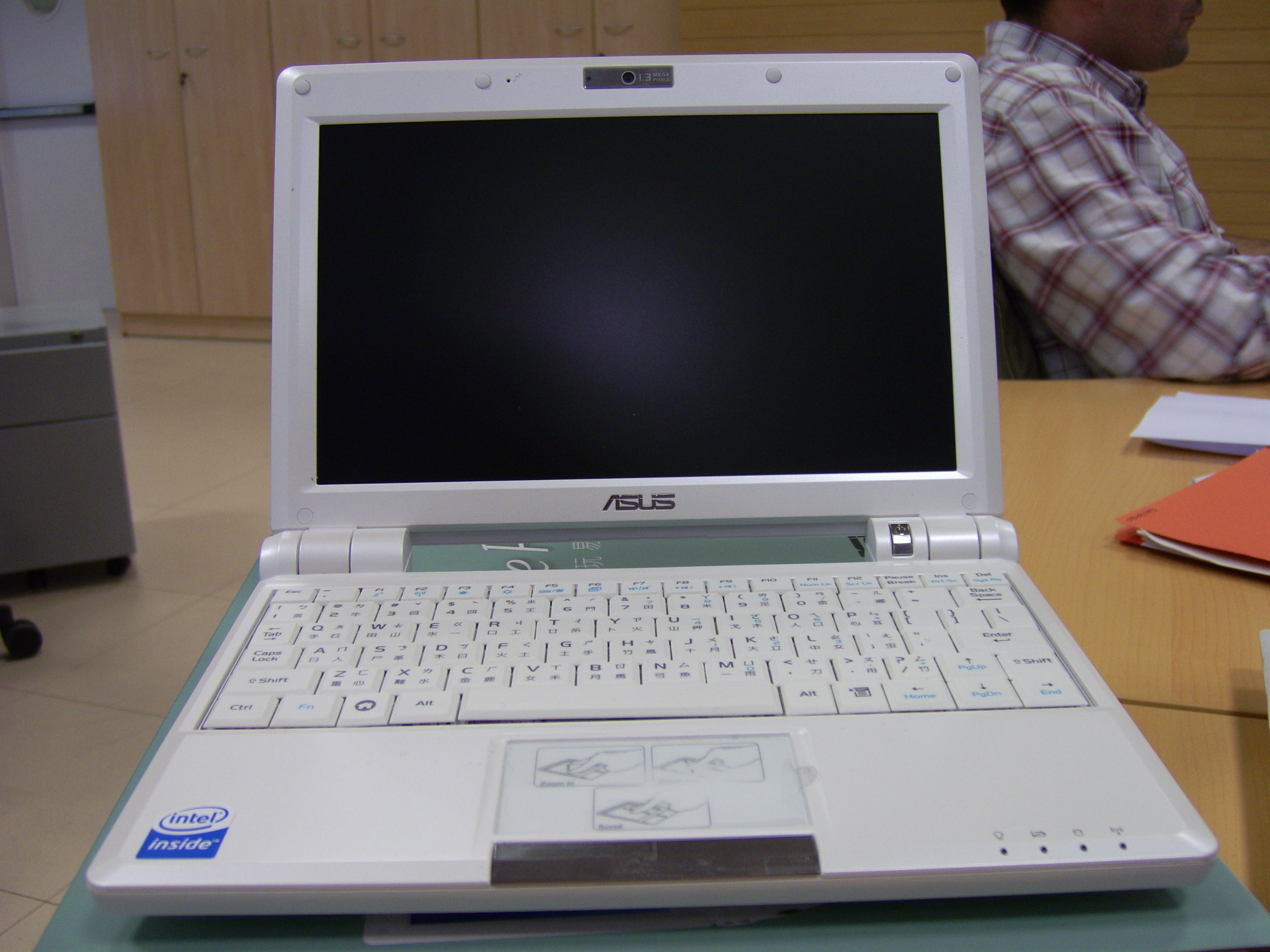
ASUS Eee PC 900
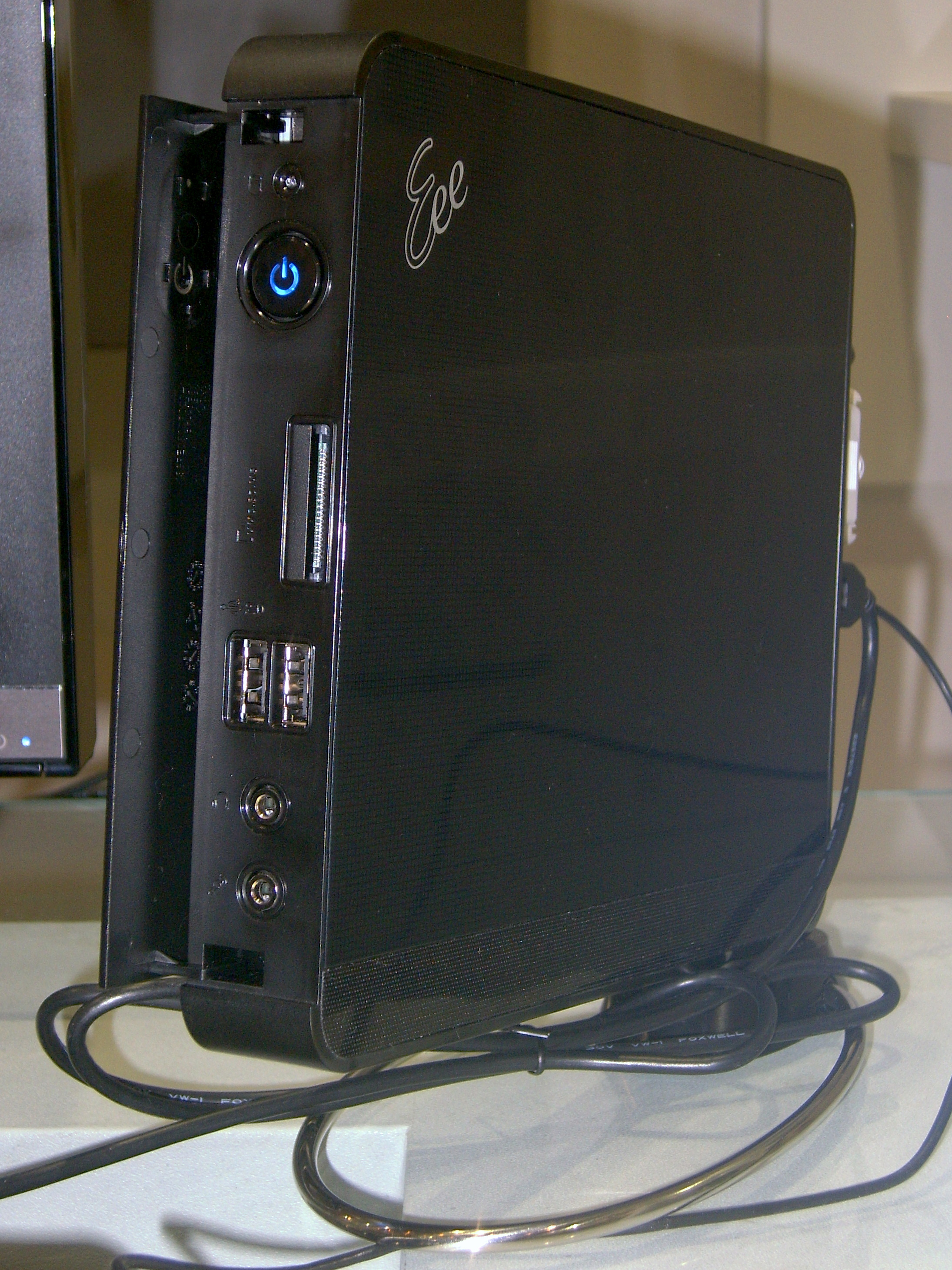
ASUS Eee Box
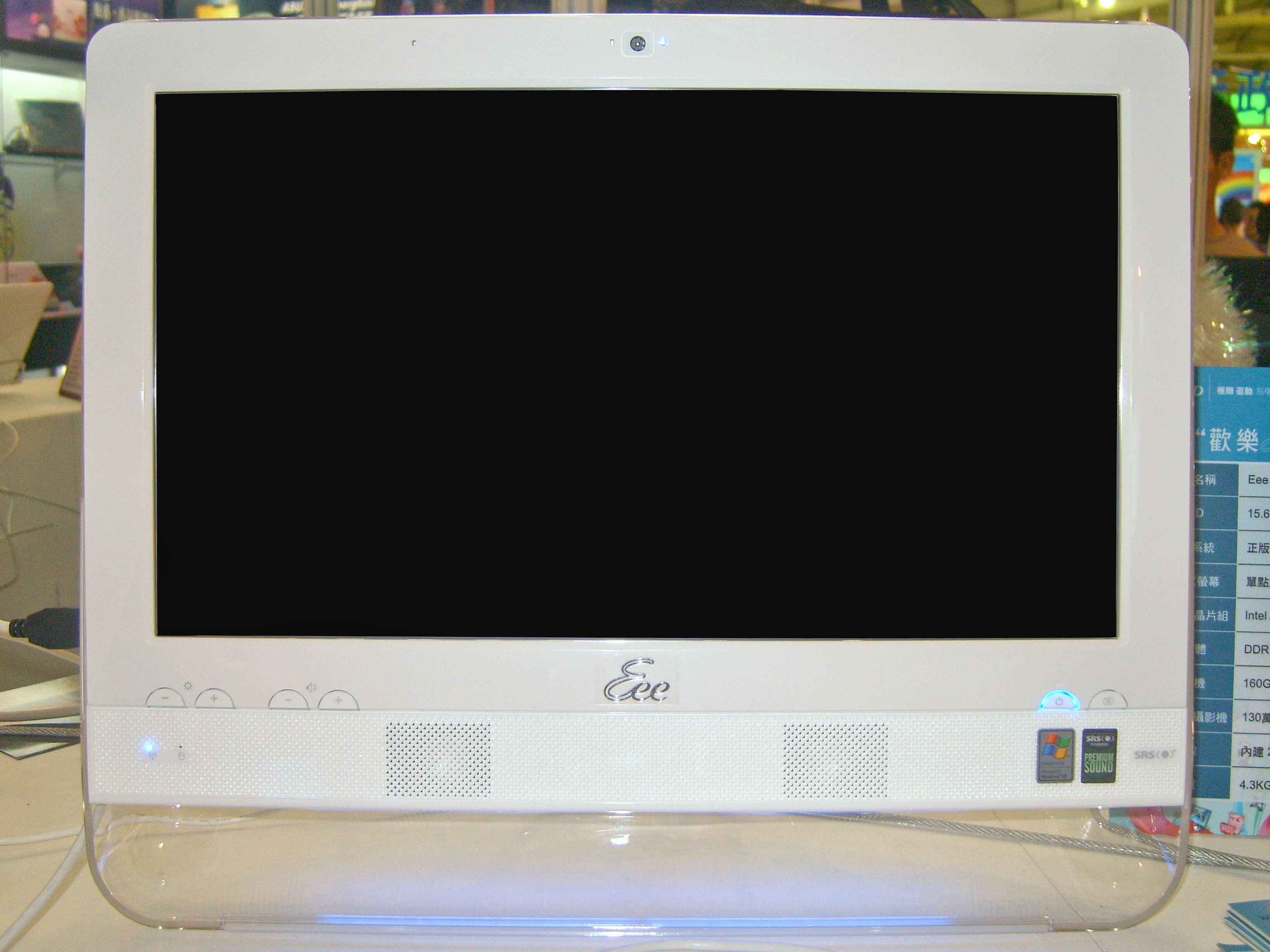
ASUS Eee Top
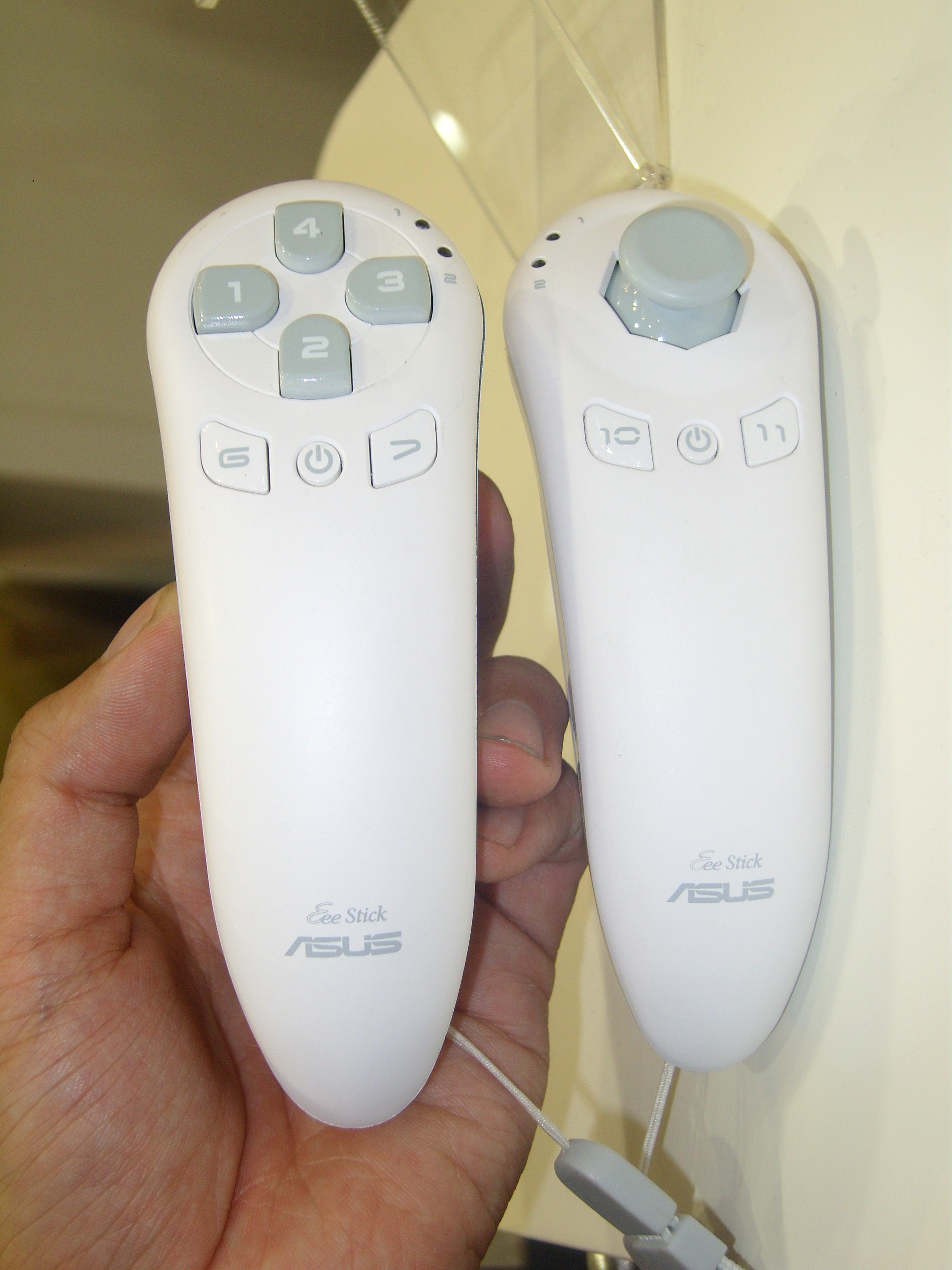
ASUS Eee Stick
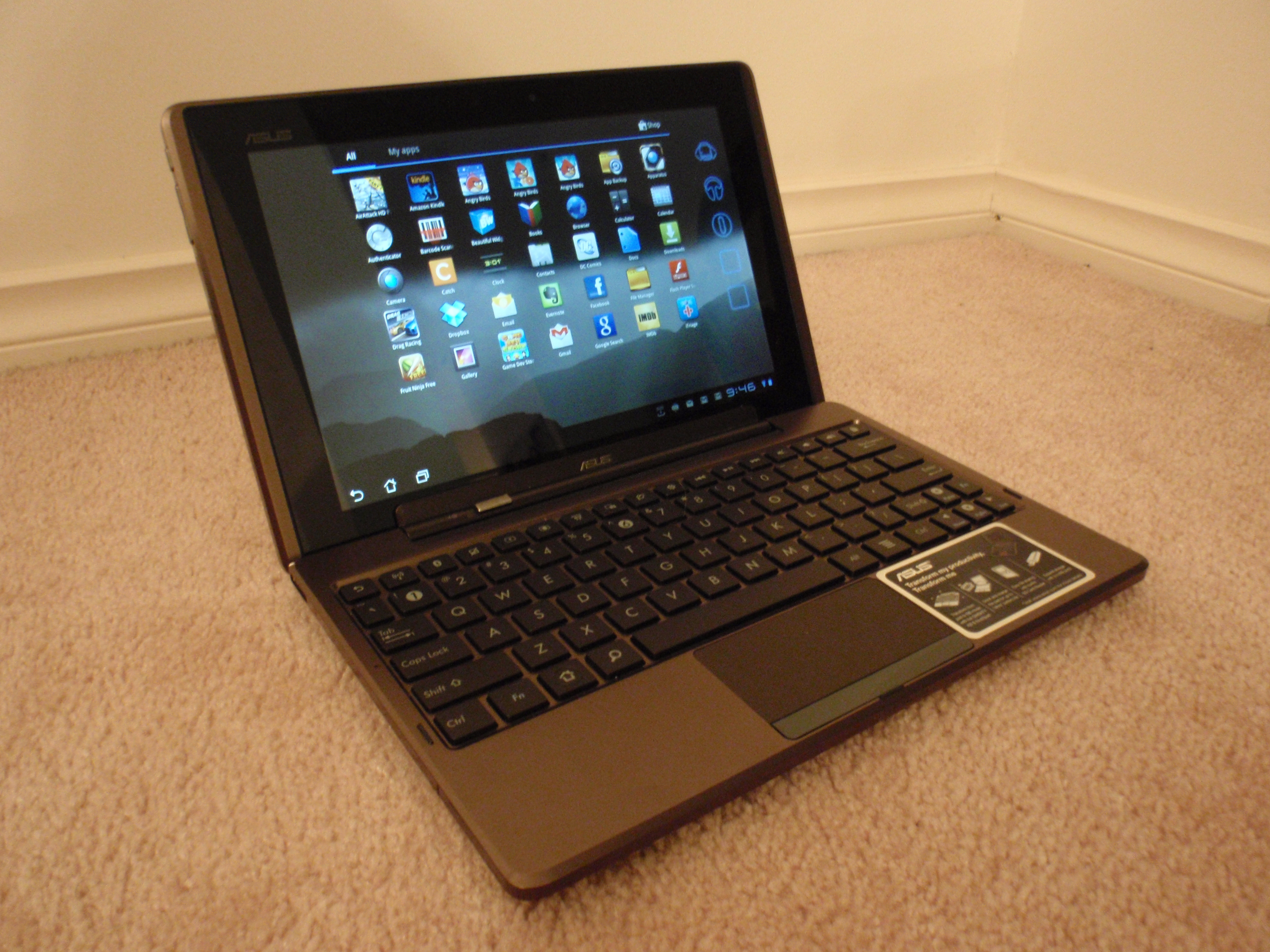
ASUS Eee Pad Transformer